# Weil ich verliebt bin
Weil ich verliebt bin ist das 5. Studioalbum der deutschen Schlagersängerin Andrea Berg. Es wurde im Oktober 1999 auf dem Label Jupiter Records veröffentlicht und ist das einzige Studioalbum Bergs, das bis dahin nicht die Charts erreichte. 2012 wurde es jedoch für mehr als 150.000 verkaufte Einheiten mit einer Goldenen Schallplatte ausgezeichnet. 

## Entstehung
Das Album wurde von Eugen Römer produziert, der auch die meisten Songs allein schrieb, nur bei Weinen kann ich auch ohne dich war Berg musikalisch beteiligt. Dagegen schrieb sie bei vielen Texten mit. Die übrigen Texte wurden neben Römer und Berg von und mit den bekannten Schlagertextern Irma Holder und Bernd Meinunger verfasst. Die Gitarre auf dem Album spielte Stephan Scheuss, das Piano Hendrik Soll.
Der Bonustitel Hit-Mix umfasst ein Medley aus den bis dahin bekanntesten Songs Bergs, die je etwa 30 Sekunden lang angespielt werden. Dieser wurde auch als Single veröffentlicht. Mit Vielleicht ein Traum zu viel, Ich will deine Sehnsucht und Weinen kann ich auch ohne dich wurden drei weitere Singles herausgebracht.

## Gestaltung
Das Albumcover zeigt Berg in einem schwarzen, knappen Kleid vor hellem Hintergrund und mit roter Aufschrift. Das Foto stammt von Manfred Esser.

## Titelliste
| #  | Titel                          | Autor(en) | Produzent(en) | Länge |
| -- | ------------------------------ | --- | ------------- | ----- |
| 1  | Vielleicht ein Traum zu viel   | Irma Holder, Eugen Römer, Andrea Berg                                                                                    | Eugen Römer   | 3:27  |
| 2  | Weil ich verliebt bin          | Eugen Römer, Andrea Berg                                                                                                 | Eugen Römer   | 3:13  |
| 3  | Ganz heimlich                  | Eugen Römer, Andrea Berg                                                                                                 | Eugen Römer   | 3:41  |
| 4  | Wehrlos in der Nacht           | Bernd Meinunger, Eugen Römer, Andrea Berg                                                                                | Eugen Römer   | 3:38  |
| 5  | Einmal mit dir                 | Eugen Römer, Andrea Berg                                                                                                 | Eugen Römer   | 3:53  |
| 6  | Ich will deine Sehnsucht       | Irma Holder, Eugen Römer                                                                                                 | Eugen Römer   | 3:28  |
| 7  | Damals war es Sommer           | Irma Holder, Eugen Römer                                                                                                 | Eugen Römer   | 3:20  |
| 8  | Weinen kann ich auch ohne dich | Irma Holder, Eugen Römer, Andrea Berg                                                                                    | Eugen Römer   | 4:32  |
| 9  | Irgendwo im Sommerwind         | Irma Holder, Eugen Römer                                                                                                 | Eugen Römer   | 3:07  |
| 10 | Im Schweigen der Nacht         | Bernd Meinunger, Eugen Römer                                                                                             | Eugen Römer   | 3:26  |
| 11 | Wie ein kleines Kind           | Bernd Meinunger, Eugen Römer, Andrea Berg                                                                                | Eugen Römer   | 3:22  |
| 12 | Und wenn ich geh'              | Irma Holder, Eugen Römer                                                                                                 | Eugen Römer   | 3:39  |
| 13 | Hit Mix [Bonus Track]          | Bernd Meinunger, Norbert Hammerschmidt, Kristina Bach, Eugen Römer, Andrea Berg, Horst Herbert Krause, Erich Offierowski | Eugen Römer   | 4:32  |

## Auszeichnungen für Musikverkäufe
| Land/Region        | Auszeichnungen für Musikverkäufe (Land/Region, Auszeichnung, Verkäufe) | Verkäufe |
| ------------------ | ---------------------------------------------------------------------- | -------- |
| Deutschland (BVMI) | Gold                                                                   | 150.000  |
| Insgesamt          | 1× Gold ·                                                              | 150.000  |